# The Prestige
The Prestige is een Brits-Amerikaanse thriller-dramafilm uit 2006 onder regie van Christopher Nolan. Het verhaal hiervan is gebaseerd op het gelijknamige boek van Christopher Priest. De film werd genomineerd voor onder meer de Oscars voor beste cinematografie en beste art direction, Saturn Awards voor beste sciencefictionfilm en beste kostuums, de Hugo Award voor beste lange dramaproductie en de Nebula Award voor beste script. The Prestige won daadwerkelijk een Empire Award voor beste regisseur en een Satellite Award voor beste dvd.

## Structuur
De titel van de film duidt op het laatste deel van de driedelige opbouw van een goocheltruc. Het eerste deel heet 'de belofte': de goochelaar toont iets gewoons, bijvoorbeeld een object of een mens. Het tweede deel is 'de wending': de goochelaar plaatst het gewone in een ongewone context, bijvoorbeeld het doen verdwijnen van een object of een mens. Het derde en laatste deel is vervolgens 'de prestige': de goochelaar herstelt de oorspronkelijke gewone toestand, bijvoorbeeld door het terugbrengen van het verdwenen object of de verdwenen mens.
De film volgt geen chronologisch opgebouwde structuur maar weeft verleden, heden en toekomst door elkaar. Op die manier krijgt de film zelf ook een driedelig karakter net zoals de drieledigheid van een goocheltruc. Het eind van de film is effectief een onvoorspelbare en verrassende 'prestige'.

## Verhaal
Eind 19de eeuw. Alfred Borden (Christian Bale) en Robert Angier (Hugh Jackman) zijn twee jonge ambitieuze collega's die werken als hulpje voor een achterhaalde doch succesvolle goochelaar c.q. illusionist. Samen met Julia McCullough (Piper Perabo), de vrouw van Angier, vormt de watercel het hoogtepunt van de show. Het is een truc waarbij McCullough wordt vastgebonden en in een watercel opgesloten om vervolgens op 'wonderbaarlijke' wijze uit deze netelige situatie te ontsnappen. Tijdens een van de voorstellingen loopt de truc fataal af: McCullough kan zich niet vrijmaken uit haar touwen en verdrinkt in de watercel. Angier stelt Borden - die zich niet herinnert of hij de afgesproken knoop toepaste - verantwoordelijk voor dit ongeluk en zint op wraak. Dit wraakgevoel brengt een (mislukte) aanslag op Borden met zich mee die deze enkele vingers kost, een handeling die op haar beurt wraakgevoelens oproept bij Borden. De collega's zijn voortaan rivalen. Borden gaat zijn eigen weg en begint een goochelcarrière onder de naam 'De Professor', samen met technicus Fallon. Angier treedt voortaan op als De Grote Danton, samen met technicus Cutter (Michael Caine). De twee proberen elkaar steeds de loef af te steken en elkaars carrière te doen kelderen door andermans trucs te verknallen.
Het is Borden die duidelijk een veel betere goochelaar is dan Angier met als beste truc 'de verdwijnende man'. In deze truc stapt de goochelaar door een deur aan de ene kant van het toneel en verschijnt in een mum van tijd weer door een deuropening aan de andere kant van het toneel. Hoewel de truc sensationeel is, boekt Borden weinig succes doordat hij weinig gevoel heeft voor de presentatie en het show-element van een goede theatervoorstelling. Angier is de mindere goochelaar maar heeft dan weer wel aanleg voor entertainment.

De truc van 'de verdwijnende man' uitgevoerd door entertainer Angier zou een geheid succes zijn. Angiers wraakgevoelens groeien uit tot een obsessie wanneer hij koste wat kost het geheim van deze truc te weten wil komen, om deze vervolgens te 'stelen' en na te doen op zijn goed aangeklede manier en zo het succes te boeken dat eigenlijk Borden toekomt. De obsessie gaat van kwaad tot erger: er gebeuren ongelukken, er lopen relaties op de klippen, er ontstaan familiedrama's, er volgt een zelfmoord en tot slot, moord.
Het geheim van 'de verdwijnende man' is eenvoudig genoeg, volgens Angiers hulp Cutter gebruikt hij een dubbelganger, doch Angiers obsessie brengt hem op een dwaalspoor dat hem doet vermoeden dat de verdwijntruc geen goocheltruc als zodanig is maar een puur wetenschappelijk fenomeen, een machine die mensen werkelijk kan teleporteren. Hij benadert de excentrieke wetenschapper Tesla (David Bowie) en vraagt deze om zo een machine te bouwen. Het is dankzij deze machine dat Angier de verdwijntruc van Borden kan evenaren.
Dan wordt Angier tijdens de truc dood aangetroffen in een glazen bak onder zijn teleportatieapparaat. Borden probeert hem te redden, maar het is te laat. Borden wordt opgepakt voor moord en moet aan een Lord Caldlow de uitleg van zijn versie van 'de verdwijnende man' uitleggen om te voorkomen dat zijn dochter onder de voogdij van de staat belandt. Caldlow komt bij Borden op bezoek en krijgt van hem het document met de uitleg overhandigd. Caldlow blijkt niemand minder dan Angier die verre van dood is, niettegenstaande zijn levenloze lichaam in het mortuarium lag opgebaard. Borden schreeuwt dat de persoon die hij zou hebben vermoord niet dood is, maar tevergeefs, hij wordt opgehangen. Angier lijkt te hebben gewonnen.
Cutter helpt Angier om de teleportatiemachine op te bergen. Dan komt Borden binnenlopen die Angier neerschiet. Borden vertelt dat hij en zijn hulp Fallon tweelingbroers waren. Voor de truc van 'de verdwijnende man' speelde Fallon zijn dubbel, exact datgene wat Cutter hem vertelde. De twee broers bleken er tevens ieder een apart liefdesleven op na de houden, de één hield van Sarah (Rebecca Hall) en de ander van Olivia (Scarlett Johansson), maar beiden dachten dat ze met één en dezelfde persoon te maken hadden. Dan wordt in flashbacks duidelijk wat Angiers methode was om de verdwijningstruc uit te voeren, zijn teleportatiemachine maakte een duplicaat van de persoon die geteleporteerd werd. Het origineel werd elke keer dat de truc opnieuw werd uitgevoerd verdronken. Borden kijkt naar achteren, waar vele watertanks met dode Angiers staan. Dan verlaat hij het gebouw terwijl het in brand vliegt. Borden wordt weer herenigd met Jess.
Daar waar Bordens geheim simpel en onschuldig was, was het geheim van Angier luguber en verre van onschuldig. Maar het resultaat is hetzelfde: beide mannen hebben enorm veel moeten opofferen voor deze absurde rivaliteit en er zelfs het leven voor moeten geven.

## Rolverdeling
| Acteur             | Personage            |
| ------------------ | -------------------- |
| Hugh Jackman       | Robert Angier        |
| Christian Bale     | Alfred Borden/Fallon |
| Michael Caine      | Cutter               |
| Scarlett Johansson | Olivia Wenscombe     |
| Piper Perabo       | Julia Angier         |
| Rebecca Hall       | Sarah Borden         |
| David Bowie        | Nikola Tesla         |
| Andy Serkis        | Alley                |
| Samantha Mahurin   | Jess                 |

## Trivia
- Hugh Jackman en Scarlett Johansson speelden eveneens in 2006 ook samen in Scoop van Woody Allen.